# Lucius Lusius Geta
Lucius Lusius Geta est un homme politique romain du Ier siècle.

## Biographie
Lusius Geta appartient à l'ordre équestre. Il est préfet du prétoire de l'empereur Claude en 48 apr. J.-C., lors de la crise de la conspiration de Messaline contre Claude.  Selon Tacite, les conseillers de Claude n'ont pas confiance en Lusius Geta, le pensant trop facilement influençable ;  par conséquent, son affranchi Narcisse, relève temporairement Lusius Geta de son commandement après que l'impératrice le mariage Messaline avec Gaius Silius.
Cependant, Lusius Geta garde la confiance de Claude et reste en fonction comme préfet du prétoire jusqu'en 51 apr. J.-C., bien qu'il partage sa position avec Rufrius Crispinus. En 51 apr. J.-C., la quatrième épouse de Claude, Agrippine, craignant que Geta et Crispinus ne favorisent comme héritier impérial le fils de Messaline Britannicus plus que son propre fils Néron, fait les remplacer par Sextus Afranius Burrus. 
En 54, Claude nomme Geta gouverneur d'Égypte (praefectus Alexandreae et Aegypti). Il occupe ce poste du 29 mars au 17 novembre de la même année, date à laquelle Néron (qui succède à Claude le 13 octobre) le rappelle à Rome.